# ديتر كوتلوفسكي
ديتر كوتلوفسكي (مواليد 18 يوليو 1957) هو مبارز بالسيف نمساوي، مثّل بلاده في الألعاب الأولمبية الصيفية 1984.

## روابط خارجية
ديتر كوتلوفسكي على موقع أوليمبيديا (الإنجليزية)